# 國際唱片業協會捷克分會
國際唱片業協會捷克分會（捷克語：Česká národní skupina Mezinárodní federace hudebního průmyslu, z. s.）是於1979年成立的捷克非營利音樂協會。國際唱片業協會捷克分會為捷克唱片業的代表機構，也是國際唱片業協會的成員，在2010年國際唱片業協會斯洛伐克分會（SNS IFPI）關閉後承接其業務，包含獎項、排行榜製作和其他音樂相關權益。

## 外部連結
- 官方网站